# I ragazzi irresistibili (commedia teatrale)
I ragazzi irresistibili (The Sunshine Boys) è una commedia teatrale di Neil Simon, portata al debutto a Broadway nel 1972 con la regia di Alan Arkin. Il commediografo si sarebbe stato ispirato nel creare il soggetto della commedia dal duo vaudeville Smith e Dale che, a differenza delle loro controparti teatrali, sono stati amici inseparabili per tutta la vita.
La pièce è stata candidata al Tony Award alla migliore opera teatrale ed è stata riadattata per il grande schermo in un'omonima versione cinematografica del 1975 diretta da Herbert Ross con protagonisti Walter Matthau e George Burns.

## Trama
Al Lewis e Willie Clark erano una volta un duo comico vaudeville di successo noto come i Sunshine Boys. Durante gli ultimi anni della loro carriera, durata 43 anni, l'animosità tra i partner è cresciuta al punto tale da non rivolgersi più la parola.
Undici anni prima degli eventi dello spettacolo, Al si è ritirato dal mondo dello spettacolo, lasciando Willie che lotta per mantenere a galla la sua carriera.
Willie, ora un vecchio alle prese con la perdita di memoria, accetta con riluttanza un'offerta da suo nipote Ben, un agente di talento, per riunirsi con Al per uno speciale della CBS sulla storia della commedia. Willie e Al si incontrano nell'appartamento di Willie per provare il loro classico sketch del dottore e dell'esattore delle tasse. La riunione inizia male, con i due che entrano in accese discussioni su vari aspetti dello spettacolo. Tuttavia, grazie all'esortazione della figlia di Al, i due decidono di andare avanti con la performance.
La prova generale di Willie e Al nello studio della CBS viene rovinata dall'abitudine aggressiva di Al di colpire il petto di Willie con l'indice e di sputargli addosso ogni volta che dice una parola con una "T". Una delle gag coinvolge il risentimento di Willie per essere stato costantemente colpito al petto dall'indice del suo partner nel corso delle loro innumerevoli scene sul palco. Willie piange: “Avevo un buco nero e blu nel petto. Mi ha dato il dito per 43 anni!” Mentre Al esce dal palco con rammarico, Willie ha un attacco di cuore a causa del suo stato agitato.
Due settimane dopo, Willie si sta riprendendo sotto la cura di un'infermiera. Su raccomandazione di Ben, decide di trasferirsi in una casa di riposo per attori nel New Jersey. Al, preoccupato per il benessere di Willie gli fa una visita. Quando i due parlano, viene rivelato che Al si trasferirà nella stessa casa di riposo di Willie.